# 米洛斯的波塞冬

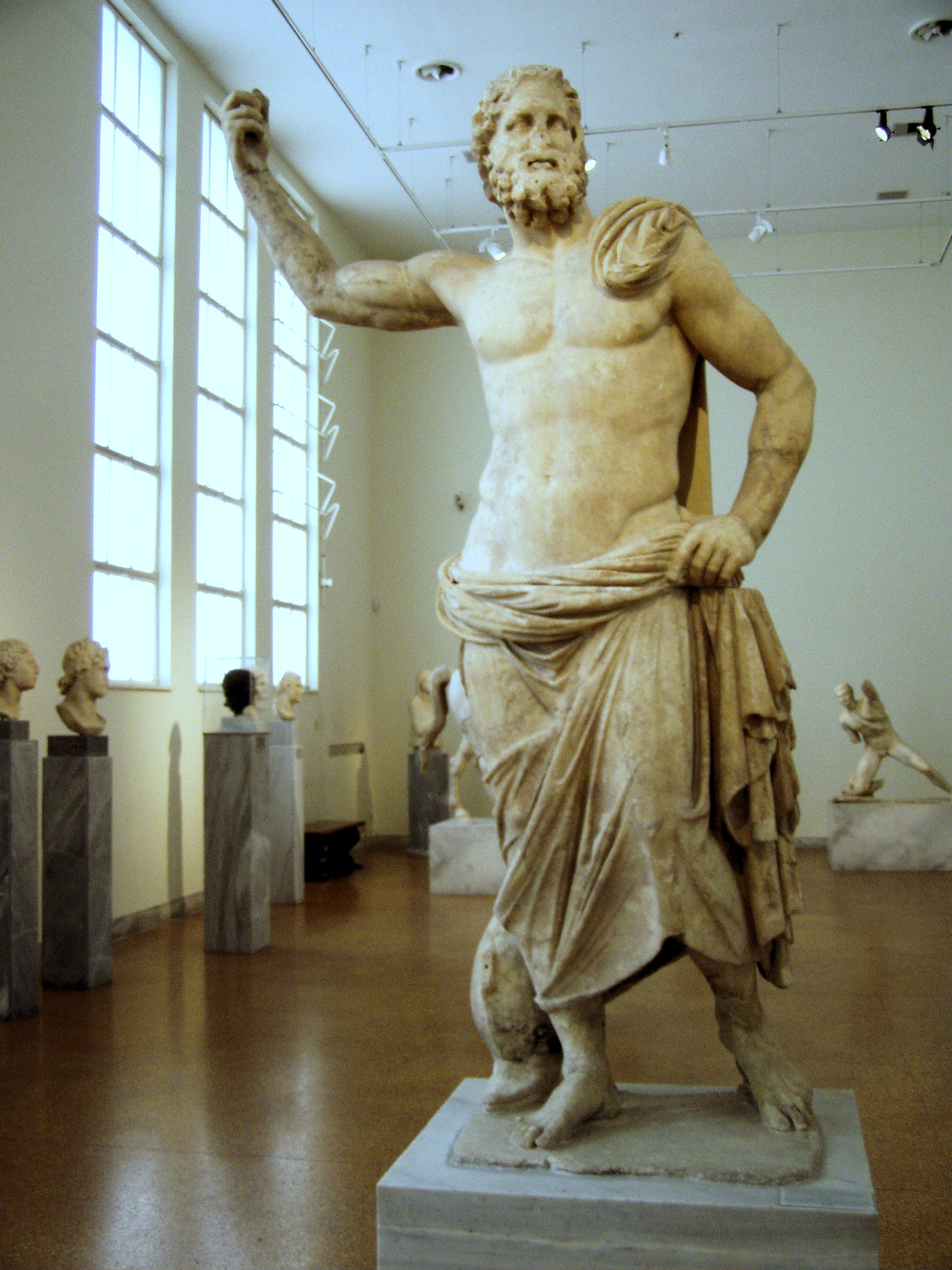
从前方看波塞冬的雕像，雕像在雅典国家考古博物馆的30号房间

米洛斯的波塞冬（Poseidon of Melos）是雅典国家考古博物馆（NAMA）中的一尊波塞冬雕像，文物编号为235，可追溯到公元前2世纪下半叶。追溯到希腊化时期。
该雕像于1877年在米洛斯岛被发现，在这座岛上同时发现了著名的米洛斯的维纳斯。它由帕里安大理石制成，高2.35米，比真人大。这座雕像被发现时碎成了几块，后来被重新连接在一起。雕像左脚和长衫的一部分是现代加上去的，它的部分鼻子、胡须和头发缺失。
这尊海神像上半身赤裸，姿势令人生畏，他肌肉发达的右臂高举，可能是为了握住三叉戟（现已遗失）。他的长衫挂在他的臀部周围，遮住了他的腿和生殖器；他用左手将它固定在身边。他的背部也被长衫部分覆盖；一块布在他的左肩上。他的重心落在右腿上，手臂和身体的肌肉组织都刻画的非常精彩。他的头部微微偏左，目光注视远方。右边的雕像后面有一只海豚，它可以作为雕像重量的额外支撑。这尊雕像的姿势是波塞冬、宙斯和哈迪斯等希腊神的标准姿势。

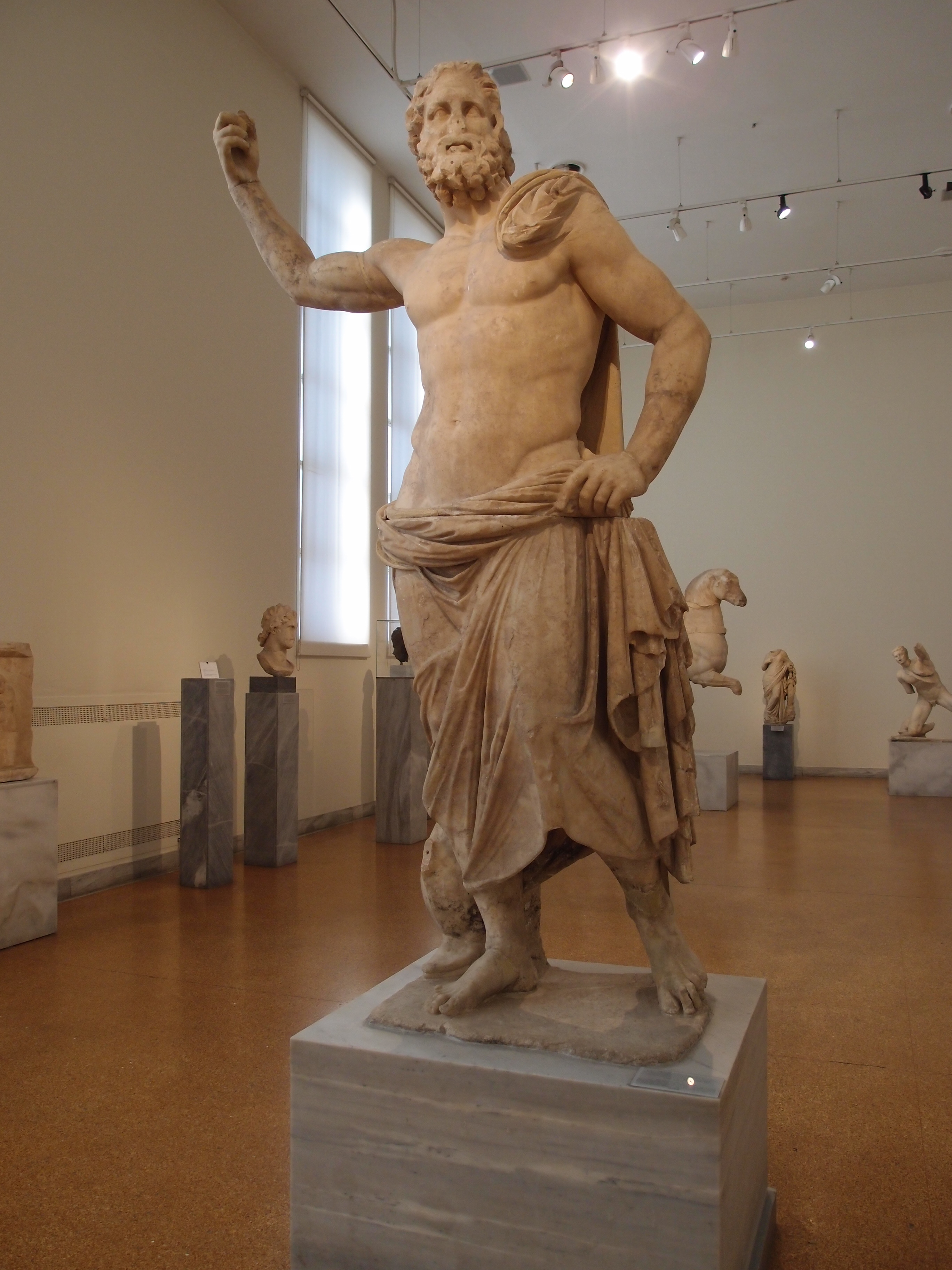
其他角度的波塞冬雕像